# Tălpălăi
Tălpălăi – wieś w Rumunii, w okręgu Neamț, w gminie Pâncești. W 2011 roku liczyła 137 mieszkańców.